# Zújar
Zújar là một đô thị trong tỉnh Granada, Tây Ban Nha. Theo điều tra dân số 2005 (INE), đô thị này có dân số là 2746 người.
37°32′B 2°50′T / 37,533°B 2,833°T